# UCI Àfrica Tour 2016
L'UCI Àfrica Tour 2016 és la dotzena edició de l'UCI Àfrica Tour, un dels cinc circuits continentals de ciclisme de la Unió Ciclista Internacional. Està format per vint-i-vuit proves, organitzades del 28 de desembre de 2015 al 16 de d'octubre de 2016 a l'Àfrica.

## Evolució del calendari

### Gener
| Data     | Cursa                  | País   | Cat. | Vencedor         | Equip                     |
| -------- | ---------------------- | ------ | ---- | ---------------- | ------------------------- |
| 28 des-2 | Volta a Egipte         | Egipte | 2.2  | Mounir Makhchoun | Equip nacional del Marroc |
| 18-24    | Tropicale Amissa Bongo | Gabon  | 2.1  | Adrien Petit     | Direct Énergie            |

### Febrer
| Data | Cursa                                            | País   | Cat. | Vencedor                 | Equip                     |
| ---- | ------------------------------------------------ | ------ | ---- | ------------------------ | ------------------------- |
| 24   | Campionats d'Àfrica de ciclisme - contrarellotge | Marroc | CC   | Mouhssine Lahsaïn        | Equip nacional del Marroc |
| 26   | Campionats d'Àfrica de ciclisme - cursa en ruta  | Marroc | CC   | Issak Tesfom Okubamariam | Equip nacional d'Eritrea  |

### Març
| Data  | Cursa                            | País    | Cat. | Vencedor            | Equip                       |
| ----- | -------------------------------- | ------- | ---- | ------------------- | --------------------------- |
| 4     | Circuit d'Alger                  | Algèria | 1.2  | Jesús Alberto Rubio | Nasr Dubai Pro Cycling Team |
| 5-7   | Tour d'Orània                    | Algèria | 2.2  | Luca Wackermann     | Nasr Dubai Pro Cycling Team |
| 8     | Gran Premi d'Orà                 | Algèria | 1.2  | Tomas Vaitkus       | Nasr Dubai Pro Cycling Team |
| 10-12 | Tour de Blida                    | Algèria | 2.2  | Luca Wackermann     | Nasr Dubai Pro Cycling Team |
| 12-20 | Tour del Camerun                 | Camerun | 2.2  | Mohamed Er Rafai    | Equip nacional del Marroc   |
| 14-16 | Tour de Sétif                    | Algèria | 2.2  | Essaïd Abelouache   | Nasr Dubai Pro Cycling Team |
| 17    | Critèrium International de Sétif | Algèria | 1.2  | Adil Barbari        | Nasr Dubai Pro Cycling Team |
| 19-22 | Tour d'Annaba                    | Algèria | 2.2  | Luca Wackermann     | Nasr Dubai Pro Cycling Team |
| 23-25 | Tour de Constantina              | Algèria | 2.2  | Tomas Vaitkus       | Nasr Dubai Pro Cycling Team |
| 26    | Circuit de Constantina           | Algèria | 1.2  | Joseph Areruya      | Equip nacional de Ruanda    |
| 28    | Critèrium International de Blida | Algèria | 1.2  | Nassim Saidi        | Al Marakeb Pro Cycling Team |

### Abril
| Data  | Cursa                  | País    | Cat. | Vencedor            | Equip                         |
| ----- | ---------------------- | ------- | ---- | ------------------- | ----------------------------- |
| 1-10  | Volta al Marroc        | Marroc  | 2.2  | Stefan Schumacher   | Christina Jewelry Pro Cycling |
| 16    | Fenkel Northern Redsea | Eritrea | 1.2  | Michael Habtom      |                               |
| 17    | Massawa Circuit        | Eritrea | 1.2  | Tesfom Okubamariam  | Sharjah Team                  |
| 19-23 | Tour d'Eritrea         | Eritrea | 2.2  | Merhawi Goitom      |                               |
| 23-30 | Tour del Senegal       | Senegal | 2.2  | Abdellah Ben Youcef | Equip nacional d'Algèria      |
| 24    | Circuit d'Asmara       | Eritrea | 1.2  | Yonas Fissahaye     |                               |

### Maig
| Data  | Cursa                                         | País    | Cat. | Vencedor              | Equip             |
| ----- | --------------------------------------------- | ------- | ---- | --------------------- | ----------------- |
| 5     | Challenge del Príncep-Trofeu del Príncep      | Marroc  | 1.2  | Thomas Vaubourzeix    | Lupus Racing Team |
| 7     | Challenge del Príncep-Trofeu de l'Aniversari  | Marroc  | 1.2  | Soufiane Sahbaoui     |                   |
| 8     | Challenge del Príncep-Trofeu de la Casa Reial | Marroc  | 1.2  | Mouhssine Lahsaini    |                   |
| 21-25 | Volta a Tunísia                               | Tunísia | 2.2  | Abderrahmane Mansouri | Sharjah Team      |

### Agost
| Data | Cursa                       | País    | Cat. | Vencedor     | Equip                    |
| ---- | --------------------------- | ------- | ---- | ------------ | ------------------------ |
| 28-2 | Tour Ethiopian Meles Zenawi | Etiòpia | 2.2  | Tedros Redae | Equip nacional d'Etiòpia |

### Setembre
| Data  | Cursa                    | País          | Cat. | Vencedor           | Equip                     |
| ----- | ------------------------ | ------------- | ---- | ------------------ | ------------------------- |
| 24-30 | Tour de la Costa d'Ivori | Costa d'Ivori | 2.2  | Mohcine El Kouraji | Equip nacional del Marroc |

### Octubre
| Data  | Cursa                   | País    | Cat. | Vencedor      | Equip                           |
| ----- | ----------------------- | ------- | ---- | ------------- | ------------------------------- |
| 13-16 | Gran Premi Chantal Biya | Camerun | 2.2  | Martial Roman | Probikeshop Saint-Étienne Loire |

### Proves anul·lades
| Data | Cursa | País | Cat. | Motiu |
| ---- | ----- | ---- | ---- | ----- |

## Classificacions
- Font: Classificacions finals

| #  | Ciclista                       | Equip               | Pts. |
| -- | ------------------------------ | ------------------- | ---- |
| 1  | Issak Tesfom Okubamariam (ERI) | Sharjah Team        | 432  |
| 2  | Adil Barbari (ALG)             | Nasr Dubai          | 284  |
| 3  | Soufiane Haddi (MAR)           | Skydive Dubai       | 281  |
| 4  | Abderrahmane Mansouri (ALG)*   | Sharjah Team        | 244  |
| 5  | Mouhssine Lahsaini (MAR)       | -                   | 219  |
| 6  | Essaïd Abelouache (MAR)        | Nasr Dubai          | 218  |
| 7  | Luca Wackermann (ITA)          | Nasr Dubai          | 212  |
| 8  | Youcef Reguigui (ALG)          | Team Dimension Data | 200  |
| 9  | Elias Afewerki (ERI)           | Sharjah Team        | 192  |
| 10 | Tomas Vaitkus (LTU)            | Nasr Dubai          | 180  |

| #  | Equip                      | País                | Pts. |
| -- | -------------------------- | ------------------- | ---- |
| 1  | Nasr Dubai                 | Emirats Àrabs Units | 1034 |
| 2  | Sharjah Team               | Emirats Àrabs Units | 1027 |
| 3  | Skydive Dubai              | Emirats Àrabs Units | 588  |
| 4  | Dimension Data for Qhubeka | Sud-àfrica          | 457  |
| 5  | Direct Énergie             | França              | 214  |
| 6  | Fortuneo-Vital Concept     | França              | 203  |
| 7  | Stradalli-Bike Aid         | Alemanya            | 193  |
| 8  | Lupus Racing Team          | Estats Units        | 102  |
| 9  | Al Marakeb Cycling Team    | Emirats Àrabs Units | 93   |
| 10 | Unieuro-Wilier             | Itàlia              | 90   |

| #  | País          | Pts.   |
| -- | ------------- | ------ |
| 1  | Eritrea       | 1531   |
| 2  | Marroc        | 1336   |
| 3  | Algèria       | 1277   |
| 4  | Sud-àfrica    | 884    |
| 5  | Ruanda        | 502    |
| 6  | Tunísia       | 404    |
| 7  | Etiòpia       | 343    |
| 8  | Egipte        | 164,32 |
| 9  | Namíbia       | 142    |
| 10 | Costa d'Ivori | 81     |

| #  | País (Sub-23) | Pts.   |
| -- | ------------- | ------ |
| 1  | Eritrea       | 591    |
| 2  | Algèria       | 551    |
| 3  | Marroc        | 452,33 |
| 4  | Ruanda        | 314    |
| 5  | Tunísia       | 189    |
| 6  | Etiòpia       | 177    |
| 7  | Sud-àfrica    | 142    |
| 8  | Egipte        | 86.99  |
| 9  | Angola        | 25     |
| 10 | Costa d'Ivori | 8      |